# ديف للصناعات الدوائية
ديف للصناعات الدوائية هي شركة سعودية مساهمة مقفلة وإحدى شركات تصنيع وإنتاج الأدوية الرائدة في المملكة العربية السعودية.
العام 2007 م هو بداية إنتاج وصناعة المستحضرات الطبية في ديف وتشمل المطهرات والأشربة والمواد الصلبة وشبه الصلبة، وتقع مرافق التصنيع في محافظة البدائع بمنطقة القصيم، والمكتب الرئيسي والمكتب العلمي بمدينة الرياض.

## وصلات خارجية
- الموقع الرسمي